# Campeonato Europeo de la UEFA Sub-19 2013
El Campeonato de Europa Sub-19 de la UEFA de 2013 es la 12.ª edición de dicho torneo organizado por la UEFA. La fase final del campeonato se disputó en Lituania entre el 20 de julio y el 1 de agosto de 2013. La selección de Serbia se proclamó campeona de Europa por primera vez tras vencer en la final a Francia.

## Ronda de clasificación
En la fase de clasificación participaron las 48 selecciones afiliadas a la UEFA excepto Lituania que al ser la selección anfitriona tiene el pase directo a la fase final del campeonato.
El sorteo se realizó el 29 de noviembre de 2011 en Nyon, Suiza.
La clasificación se dividió en 2 etapas diferentes. En la Primera Ronda participaron 48 selecciones que fueron divididas en doce grupos de cuatro. Pasaron a la siguiente ronda todas las campeonas y subcampeonas de sus respectivos grupos y el mejor tercero Eslovaquia.
En la Ronda Elite participaron las 25 selecciones clasificadas en la fase anterior más las de España, Serbia y Turquía, que estaban exentas de participar en la primera fase. Fueron divididas en siete grupos de cuatro selecciones, clasificándose para la fase final los campeones de grupo. A ellos se sumará la selección anfitriona Lituania.

## Resultados

### Fase final

#### Fase de grupos
El sorteo se realizó el 5 de diciembre de 2012 en Nyon, Suiza.
El ganador de cada grupo y finalista avanzan a las semifinales. Los tres primeros equipos de cada grupo se clasificarán para la Copa Mundial de Fútbol Sub-20 de 2015.
Si dos o más equipos están empatados a puntos en la finalización de los partidos de grupo, los siguientes criterios se aplican para determinar la clasificación:
1. Mayor número de puntos obtenidos en el grupo de partidos jugados entre los equipos en cuestión.
2. Mejor diferencia de goles de los partidos de grupo jugados entre los equipos en cuestión.
3. Mayor número de goles marcados en los partidos de grupo entre los equipos jugaron en cuestión.
4. Si, después de aplicar los criterios 1) a 3) para varios equipos, dos equipos que aún tienen un mismo rango, los criterios 1) a 3) se volverá a aplicar para determinar la clasificación de estos equipos. Si este procedimiento no da lugar a una decisión, los criterios 5) y 7) se aplicará.
5. Los resultados de todos los partidos de grupo:
  1. Mejor diferencia de goles.
  2. Mayor número de goles marcados.
6. Respeto clasificación Fair Play de los equipos en cuestión.
7. Sorteo.

Además, si dos equipos que tienen el mismo número de puntos y el mismo número de goles a favor y juegan su último partido de grupo contra el otra y siguen empatados al final de ese partido, sus clasificaciones finales están determinados por la tanda de penaltis y no por los criterios enumerados anteriormente. Este procedimiento solo es aplicable si un ranking de los equipos es necesaria para determinar el ganador del grupo y el subcampeón.

#### Grupo 1
| Equipo       | Pts | PJ | PG | PE | PP | GF | GC | Dif |
| ------------ | --- | -- | -- | -- | -- | -- | -- | --- |
| España       | 9   | 3  | 3  | 0  | 0  | 6  | 2  | 4   |
| Portugal     | 6   | 2  | 2  | 0  | 1  | 8  | 4  | 4   |
| Países Bajos | 3   | 3  | 1  | 0  | 2  | 6  | 9  | -3  |
| Lituania     | 0   | 3  | 0  | 0  | 3  | 4  | 9  | -5  |

| 20 de julio de 2013, 11:00 | Lituania | 2:3 | Países Bajos |                               |  |
|                            |          |     |              | Árbitro(s): Stavros Tritsonis |  |

| 20 de julio de 2013, 18:00 | España | 1:0 | Portugal | [[ ]], Marijampole, Lituania |  |
|                            |        |     |          | Árbitro(s): Daniel Stefanski |  |

| 23 de julio de 2013, 11:00 | Países Bajos | 1:4 | Portugal | [[ ]], Alytus, Lituania  |  |
|                            |              |     |          | Árbitro(s): [[ ]], [[ ]] |  |

| 23 de julio de 2013, 18:00 | Lituania | 0:2 | España | [[ ]], Kaunas, Lituania  |  |
|                            |          |     |        | Árbitro(s): [[ ]], [[ ]] |  |

| 26 de julio de 2013, 18:00 | Portugal | 4:2 | Lituania | [[ ]], Kaunas, Lituania  |  |
|                            |          |     |          | Árbitro(s): [[ ]], [[ ]] |  |

| 26 de julio de 2013, 18:00 | Países Bajos | 2:3 | España | [[ ]], Alytus, Lituania  |  |
|                            |              |     |        | Árbitro(s): [[ ]], [[ ]] |  |

#### Grupo 2
| Equipo     | Pts | PJ | PG | PE | PP | GF | GC | Dif |
| ---------- | --- | -- | -- | -- | -- | -- | -- | --- |
| Serbia     | 4   | 3  | 1  | 1  | 1  | 4  | 1  | 3   |
| Eslovaquia | 4   | 3  | 1  | 1  | 1  | 6  | 6  | 0   |
| Suiza      | 4   | 3  | 1  | 1  | 1  | 3  | 4  | -1  |
| Irlanda    | 3   | 3  | 0  | 3  | 0  | 4  | 4  | 0   |

| 6 de junio de 2013, 17:30 | República de Irlanda | 2:2 | Suiza | [[ ]], [[ ]], Serbia     |  |
|                           |                      |     |       | Árbitro(s): [[ ]], [[ ]] |  |

| 6 de junio de 2013, 19:30 | Serbia | 4:0 | Eslovaquia | [[ ]], [[ ]], Serbia     |  |
|                           |        |     |            | Árbitro(s): [[ ]], [[ ]] |  |

| 8 de junio de 2013, 17:30 | Eslovaquia | 2:2 | República de Irlanda | [[ ]], [[ ]], Serbia     |  |
|                           |            |     |                      | Árbitro(s): [[ ]], [[ ]] |  |

| 8 de junio de 2013, 19:30 | Serbia | 0:1 | Suiza | [[ ]], [[ ]], Serbia     |  |
|                           |        |     |       | Árbitro(s): [[ ]], [[ ]] |  |

| 11 de junio de 2013, 17:30 | República de Irlanda | 0:0 | Serbia | [[ ]], [[ ]], Serbia     |  |
|                            |                      |     |        | Árbitro(s): [[ ]], [[ ]] |  |

| 11 de junio de 2013, 17:30 | Suiza | 0:2 | Eslovaquia | [[ ]], [[ ]], Serbia     |  |
|                            |       |     |            | Árbitro(s): [[ ]], [[ ]] |  |

#### Grupo 3
| Equipo          | Pts | PJ | PG | PE | PP | GF | GC | Dif |
| --------------- | --- | -- | -- | -- | -- | -- | -- | --- |
| Portugal        | 9   | 3  | 3  | 0  | 0  | 12 | 1  | 11  |
| Dinamarca       | 6   | 3  | 2  | 0  | 1  | 10 | 1  | 9   |
| República Checa | 3   | 3  | 1  | 0  | 2  | 3  | 10 | -7  |
| Bulgaria        | 0   | 3  | 0  | 0  | 3  | 1  | 14 | -13 |

| 4 de junio de 2013, 17:00 | Dinamarca | 5:0 | República Checa | [[ ]], [[ ]], Portugal   |  |
|                           |           |     |                 | Árbitro(s): [[ ]], [[ ]] |  |

| 4 de junio de 2013, 18:00 | Portugal | 7:0 | Bulgaria | [[ ]], [[ ]], Portugal   |  |
|                           |          |     |          | Árbitro(s): [[ ]], [[ ]] |  |

| 6 de junio de 2013, 17:00 | Dinamarca | 5:0 | Bulgaria | [[ ]], [[ ]], Portugal   |  |
|                           |           |     |          | Árbitro(s): [[ ]], [[ ]] |  |

| 6 de junio de 2013, 18:00 | República Checa | 1:4 | Portugal | [[ ]], [[ ]], Portugal   |  |
|                           |                 |     |          | Árbitro(s): [[ ]], [[ ]] |  |

| 9 de junio de 2013, 18:00 | Portugal | 1:0 | Dinamarca | [[ ]], [[ ]], Portugal   |  |
|                           |          |     |           | Árbitro(s): [[ ]], [[ ]] |  |

| 9 de junio de 2013, 18:00 | Bulgaria | 1:2 | República Checa | [[ ]], [[ ]], Portugal   |  |
|                           |          |     |                 | Árbitro(s): [[ ]], [[ ]] |  |

#### Grupo 4
| Equipo  | Pts | PJ | PG | PE | PP | GF | GC | Dif |
| ------- | --- | -- | -- | -- | -- | -- | -- | --- |
| España  | 7   | 3  | 2  | 1  | 0  | 4  | 1  | 3   |
| Croacia | 5   | 3  | 1  | 2  | 0  | 4  | 2  | 2   |
| Grecia  | 2   | 3  | 0  | 2  | 1  | 2  | 4  | -2  |
| Polonia | 1   | 3  | 0  | 1  | 2  | 1  | 4  | -3  |

| 5 de junio de 2013, 13:00 | Croacia | 1:1 (0:1) | Grecia | [[ ]], [[ ]]             |                          |
|                           |         | Reporte   |        | Árbitro(s): [[ ]], [[ ]] | Árbitro(s): [[ ]], [[ ]] |

| 5 de junio de 2013, 18:00 | España          | 1:0 (1:0) | Polonia | Stadion GOSiR, Gdynia           |                                 |
|                           | «Fede» Vico 28' | Reporte   |         | Árbitro(s): Anatolii Zhabchenko | Árbitro(s): Anatolii Zhabchenko |

| 7 de junio de 2013, 13:00 | España                               | 2:0 (0:0) | Grecia | Stadion Miejski w Poznaniu, Posnania |                            |
|                           | A. Serrano 90+2' · «Fede» Vico 90+3' | Reporte   |        | Árbitro(s): Anthony Taylor           | Árbitro(s): Anthony Taylor |

| 7 de junio de 2013, 18:00 | Polonia | 0:2 (0:0) | Croacia                 | Stadion Miejski im. Kazimierza Deyny, Starogard Gdański |                          |
|                           |         | Reporte   | Ivančić 53' · Alvir 79' | Árbitro(s): [[ ]], [[ ]]                                | Árbitro(s): [[ ]], [[ ]] |

| 10 de junio de 2013, 18:00 | Croacia   | 1:1 (0:0) | España          | Stadion Miejski w Poznaniu, Posnania |                           |
|                            | Brlek 54' | Reporte   | «Moi» Gómez 77' | Árbitro(s): Dinko Jeličić            | Árbitro(s): Dinko Jeličić |

| 10 de junio de 2013, 18:00 | Grecia     | 1:1 (0:1) | Polonia        | PGE Arena Gdansk, Gdansk |                         |
|                            | Sounas 56' | Reporte   | Kurowski 45+1' | Árbitro(s): Tore Hansen  | Árbitro(s): Tore Hansen |

#### Grupo 5
| Equipo       | Pts | PJ | PG | PE | PP | GF | GC | Dif |
| ------------ | --- | -- | -- | -- | -- | -- | -- | --- |
| Noruega      | 6   | 3  | 2  | 0  | 1  | 7  | 3  | 4   |
| Países Bajos | 6   | 3  | 2  | 0  | 1  | 3  | 2  | 1   |
| Alemania     | 3   | 3  | 1  | 0  | 2  | 4  | 5  | -1  |
| Chipre       | 3   | 3  | 1  | 0  | 2  | 2  | 6  | -4  |

| 5 de junio de 2013, 14:00 | Alemania | 3:1 | Chipre | [[ ]], [[ ]], Noruega    |  |
|                           |          |     |        | Árbitro(s): [[ ]], [[ ]] |  |

| 5 de junio de 2013, 19:00 | Holanda | 2:1 | Noruega | [[ ]], [[ ]], Noruega    |  |
|                           |         |     |         | Árbitro(s): [[ ]], [[ ]] |  |

| 7 de junio de 2013, 14:00 | Holanda | 0:1 | Chipre | [[ ]], [[ ]], Noruega    |  |
|                           |         |     |        | Árbitro(s): [[ ]], [[ ]] |  |

| 7 de junio de 2013, 19:00 | Noruega | 3:1 | Alemania | [[ ]], [[ ]], Noruega    |  |
|                           |         |     |          | Árbitro(s): [[ ]], [[ ]] |  |

| 10 de junio de 2013, 18:00 | Alemania | 0:1 | Holanda | [[ ]], [[ ]], Noruega    |  |
|                            |          |     |         | Árbitro(s): [[ ]], [[ ]] |  |

| 10 de junio de 2013, 18:00 | Chipre | 0:3 | Noruega | [[ ]], [[ ]], Noruega    |  |
|                            |        |     |         | Árbitro(s): [[ ]], [[ ]] |  |

#### Grupo 6
| Equipo     | Pts | PJ | PG | PE | PP | GF | GC | Dif |
| ---------- | --- | -- | -- | -- | -- | -- | -- | --- |
| Georgia    | 7   | 3  | 2  | 1  | 0  | 6  | 2  | 4   |
| Inglaterra | 5   | 3  | 1  | 2  | 0  | 5  | 2  | 3   |
| Bélgica    | 2   | 3  | 0  | 2  | 1  | 3  | 5  | -2  |
| Escocia    | 1   | 3  | 0  | 1  | 2  | 3  | 8  | -5  |

| 24 de mayo de 2013, 18:00 | Escocia | 2:2 | Bélgica | [[ ]], [[ ]], Bélgica    |  |
|                           |         |     |         | Árbitro(s): [[ ]], [[ ]] |  |

| 24 de mayo de 2013, 18:00 | Inglaterra | 1:1 | Georgia | [[ ]], [[ ]], Bélgica    |  |
|                           |            |     |         | Árbitro(s): [[ ]], [[ ]] |  |

| 26 de mayo de 2013, 15:00 | Escocia | 1:3 | Georgia | [[ ]], [[ ]], Bélgica    |  |
|                           |         |     |         | Árbitro(s): [[ ]], [[ ]] |  |

| 26 de mayo de 2013, 19:00 | Bélgica | 1:1 | Inglaterra | [[ ]], [[ ]], Bélgica    |  |
|                           |         |     |            | Árbitro(s): [[ ]], [[ ]] |  |

| 29 de mayo de 2013, 18:00 | Inglaterra | 3:0 | Escocia | [[ ]], [[ ]], Bélgica    |  |
|                           |            |     |         | Árbitro(s): [[ ]], [[ ]] |  |

| 29 de mayo de 2013, 18:00 | Georgia | 2:0 | Bélgica | [[ ]], [[ ]], Bélgica    |  |
|                           |         |     |         | Árbitro(s): [[ ]], [[ ]] |  |

#### Grupo 7
| Equipo  | Pts | PJ | PG | PE | PP | GF | GC | Dif |
| ------- | --- | -- | -- | -- | -- | -- | -- | --- |
| Turquía | 9   | 3  | 3  | 0  | 0  | 9  | 2  | 7   |
| Italia  | 4   | 3  | 1  | 1  | 1  | 5  | 8  | -3  |
| Ucrania | 3   | 3  | 1  | 0  | 2  | 2  | 4  | -2  |
| Rusia   | 1   | 3  | 0  | 1  | 2  | 5  | 7  | -2  |

| 22 de mayo de 2013, 14:00 | Ucrania | 0:1 | Italia | [[ ]], [[ ]], Rusia      |  |
|                           |         |     |        | Árbitro(s): [[ ]], [[ ]] |  |

| 22 de mayo de 2013, 17:00 | Turquía | 2:1 | Rusia | [[ ]], [[ ]], Rusia      |  |
|                           |         |     |       | Árbitro(s): [[ ]], [[ ]] |  |

| 24 de mayo de 2013, 14:00 | Turquía | 5:1 | Italia | [[ ]], [[ ]], Rusia      |  |
|                           |         |     |        | Árbitro(s): [[ ]], [[ ]] |  |

| 24 de mayo de 2013, 17:00 | Rusia | 1:2 | Ucrania | [[ ]], [[ ]], Rusia      |  |
|                           |       |     |         | Árbitro(s): [[ ]], [[ ]] |  |

| 27 de mayo de 2013, 17:00 | Ucrania | 0:2 | Turquía | [[ ]], [[ ]], Rusia      |  |
|                           |         |     |         | Árbitro(s): [[ ]], [[ ]] |  |

| 27 de mayo de 2013, 17:00 | Italia | 3:3 | Rusia | [[ ]], [[ ]], Rusia      |  |
|                           |        |     |       | Árbitro(s): [[ ]], [[ ]] |  |

#### Fase Final
La fase final se realizó íntegramente en Lituania y el sorteo se efectuó el 14 de junio de 2013 en la ciudad de Kaunas, Lituania.

#### Grupo A
| Equipo       | Pts | PJ | PG | PE | PP | GF | GC | Dif |
| ------------ | --- | -- | -- | -- | -- | -- | -- | --- |
| España       | 9   | 3  | 3  | 0  | 0  | 6  | 2  | 4   |
| Portugal     | 6   | 3  | 2  | 0  | 1  | 8  | 4  | 4   |
| Países Bajos | 3   | 3  | 1  | 0  | 2  | 6  | 9  | -3  |
| Lituania     | 0   | 3  | 0  | 0  | 3  | 4  | 9  | -5  |

| 20 de julio de 2013, 18:30 | Lituania                                     | 2:3     | Países Bajos                                              | S. Dariaus ir S. Girėno, Kaunas, Lituania |                                           |
|                            | Lukas Artimavičius 38' · Gratas Sirgedas 83' | Reporte | Anass Achahbar 10' · Anass Achahbar 29' · Rai Vloet 90+5' | Árbitro(s): Martin Strömbergsson (Suecia) | Árbitro(s): Martin Strömbergsson (Suecia) |

| 20 de julio de 2013, 21:15 | España             | 1:0     | Portugal | Marijampole FC Stadium, Marijampole, Lituania |                                     |
|                            | Sandro Ramírez 19' | Reporte |          | Árbitro(s): Felix Zwayer (Alemania)           | Árbitro(s): Felix Zwayer (Alemania) |

| 23 de julio de 2013, 18:30 | Lituania | 0:2     | España                                 | S. Dariaus ir S. Girėno, Kaunas, Lituania  |                                            |
|                            |          | Reporte | Iker Hernández 6' · Iker Hernández 74' | Árbitro(s): Aleksei Kulbakov (Bielorrusia) | Árbitro(s): Aleksei Kulbakov (Bielorrusia) |

| 23 de julio de 2013, 16:30 | Países Bajos    | 1:4     | Portugal                                                                            | Alytus Stadium, Alytus, Lituania        |                                         |
|                            | Rai Vloet 90+1' | Reporte | Alexandre Guedes 32' · Leandro Silva 73' · Ricardo Horta 87' · Alexandre Guedes 89' | Árbitro(s): Michael Oliver (Inglaterra) | Árbitro(s): Michael Oliver (Inglaterra) |

| 26 de julio de 2013, 21:00 | Portugal | 4:2 | Lituania | S. Dariaus ir S. Girėno, Kaunas, Lituania |  |
|                            |          |     |          | Árbitro(s): [[ ]], [[ ]]                  |  |

| 26 de julio de 2013, 21:00 | Países Bajos                 | 2:3     | España                                              | Alytus Stadium, Alytus, Lituania           |                                            |
|                            | Leemans 36' · Achahbar 90+1' | Reporte | Sandro Ramírez 68' · A. Vadillo 81' · Fede Vico 83' | Árbitro(s): Aleksei Kulbakov (Bielorrusia) | Árbitro(s): Aleksei Kulbakov (Bielorrusia) |

#### Grupo B
| Equipo  | Pts | PJ | PG | PE | PP | GF | GC | Dif |
| ------- | --- | -- | -- | -- | -- | -- | -- | --- |
| Serbia  | 7   | 3  | 2  | 1  | 0  | 4  | 2  | 2   |
| Francia | 5   | 3  | 1  | 2  | 0  | 3  | 2  | 1   |
| Turquía | 3   | 3  | 1  | 0  | 2  | 6  | 6  | 0   |
| Georgia | 1   | 3  | 0  | 1  | 2  | 2  | 5  | -3  |

| 20 de julio de 2013, 17:00 | Serbia                                        | 2:1     | Turquía         | Marijampole FC Stadium, Marijampole, Lituania |                                         |
|                            | Andrija Luković 17' · Aleksandar Mitrović 54' | Reporte | Recep Niyaz 88' | Árbitro(s): Michael Oliver (Inglaterra)       | Árbitro(s): Michael Oliver (Inglaterra) |

| 20 de julio de 2013, 19:00 | Georgia | 0:0 | Francia | Alytus Stadium, Alytus, Lituania    |  |
|                            |         |     |         | Árbitro(s): Emir Alecković (Bosnia) |  |

| 23 de julio de 2013, 18:30 | Serbia          | 1:0     | Georgia | Marijampole FC Stadium, Marijampole, Lituania |                                    |
|                            | Dejan Meleg 74' | Reporte |         | Árbitro(s): Orel Grinfeld (Israel)            | Árbitro(s): Orel Grinfeld (Israel) |

| 23 de julio de 2013, 20:45 | Turquía    | 1:2 | Francia               | Alytus Stadium, Alytus, Lituania |                          |
|                            | Yilmaz 87' |     | Honou 6' · Benzia 64' | Árbitro(s): [[ ]], [[ ]]         | Árbitro(s): [[ ]], [[ ]] |

| 26 de julio de 2013, 16:30 | Francia | 1:1 | Serbia | Darius & Girenas Stadium, Kaunas, Lituania |  |
|                            |         |     |        | Árbitro(s): [[ ]], [[ ]]                   |  |

| 26 de julio de 2013, 16:30 | Turquía | 4:2 | Georgia | Marijampole FC Stadium, Marijampole, Lituania |  |
|                            |         |     |         | Árbitro(s): [[ ]], [[ ]]                      |  |

### Segunda fase
|  | Semifinales         | Semifinales |   |  | Final                    | Final |  |
|  |                     |             |   |  |                          |       |  |
|  | Alytus, 29 de julio |             |   |  |                          |       |  |
|  | Serbia              | 2 (3)       |   |  |                          |       |  |
|  | Portugal            | 2 (2)       |   |  |                          |       |  |
|  |                     |             |   |  |                          |       |  |
|  |                     |             |   |  | Marijampolė, 1 de agosto |       |  |
|  |                     |             |   |  | Serbia                   | 1     |  |
|  |                     | Francia     | 0 |  |                          |       |  |
|  |                     |             |   |  |                          |       |  |
|  |                     |             |   |  |                          |       |  |
|  |                     |             |   |  |                          |       |  |
|  | Kaunas, 29 de julio |             |   |  |                          |       |  |
|  | España              | 1           |   |  |                          |       |  |
|  | Francia             | 2           |   |  |                          |       |  |

#### Semifinales
| 29 de julio de 2013, 15:30 | Serbia                      | 2:2 (3:2 p.) | Portugal                                | SRC Alytus, Alytus, Lituania |  |
|                            | Djurdjević 6' Gačinović 85' |              | Bernardo Silva 55' Alexandre Guedes 79' |                              |  |

| 29 de julio de 2013, 20:00 | España             | 1:2 | Francia               | S. Dariaus ir S. Girėno, Kaunas, Lituania |  |
|                            | José Rodríguez 26' |     | Benzia 28' Conte 105' |                                           |  |

#### Final
| 1 de agosto de 2013, 20:45 | Serbia      | 1:0 | Francia | ARVI Football Arena, Marijampolė, Lituania |                                           |
|                            | Luković 57' |     |         | Árbitro(s): Aleksei Kulbakov, Bielorrusia  | Árbitro(s): Aleksei Kulbakov, Bielorrusia |

| Bandera de Serbia |
| Campeón Serbia    |
| Primer título     |